# Галвестон
Галвестон (енгл. Galveston) град је у америчкој савезној држави Тексас. Седиште је округа Галвестон. Налази се на обали Мексичког залива на острву Галвестон. По попису становништва из 2010. у њему је живело 47.743 становника а 2020. године 53.695 становника ..
Као насеље Галвестон се помиње 1528, а Тексасу је припао 1839. године. У почетку је била значајна лука за допремање људи и терета из Европе а  сада је Галвестон  познат као туристичко место, а од Хјустона је удаљен око 80 km.

## Географија
Галвестон се налази на надморској висини од 2 m.

## Историја
Србин католик Андрија Ђ. Ерцеговић, родoм из Боке которске је крајем 19. века изградио цркву Светог цара Константина и царице Јелене у Галвестону, а затим и српску школу. Црква је грађена од цигли и тврдог материјала тако да је за више од сто година одолела разним ураганима који су погађали Галвестон у прошлости.

## Демографија
Према попису становништва из 2010. у граду је живело 47.743 становника, што је 9.504 (16,6%) становника мање него 2000. године.
|                   | 2010.           | 2000.           |
| Укупно            | 47 743 (100,0%) | 57 247 (100,0%) |
| Белци             | 21 500 (45,03%) | 25 277 (44,15%) |
| Хиспаноамериканци | 14 925 (31,26%) | 14 753 (25,77%) |
| Афроамериканци    | 9 145 (19,15%)  | 14 592 (25,49%) |
| Азијати           | 1 512 (3,167%)  | 1 839 (3,212%)  |
| Остали            | 661 (1,384%)    | 786 (1,373%)    |

## Галерија
- Једна од старих грађевина.
- Један од ресторана у граду
- Поглед према центру
- Једна од улица
- Куће на обали поред плаже
- Кућа на обали на стубовима као заштита од великх таласа и урагана
- Стара грађевина
- Плава кућа на обали
- Црква Светог цара Константина и царице Јелене у Галвестону